# Landessozialgericht für das Saarland

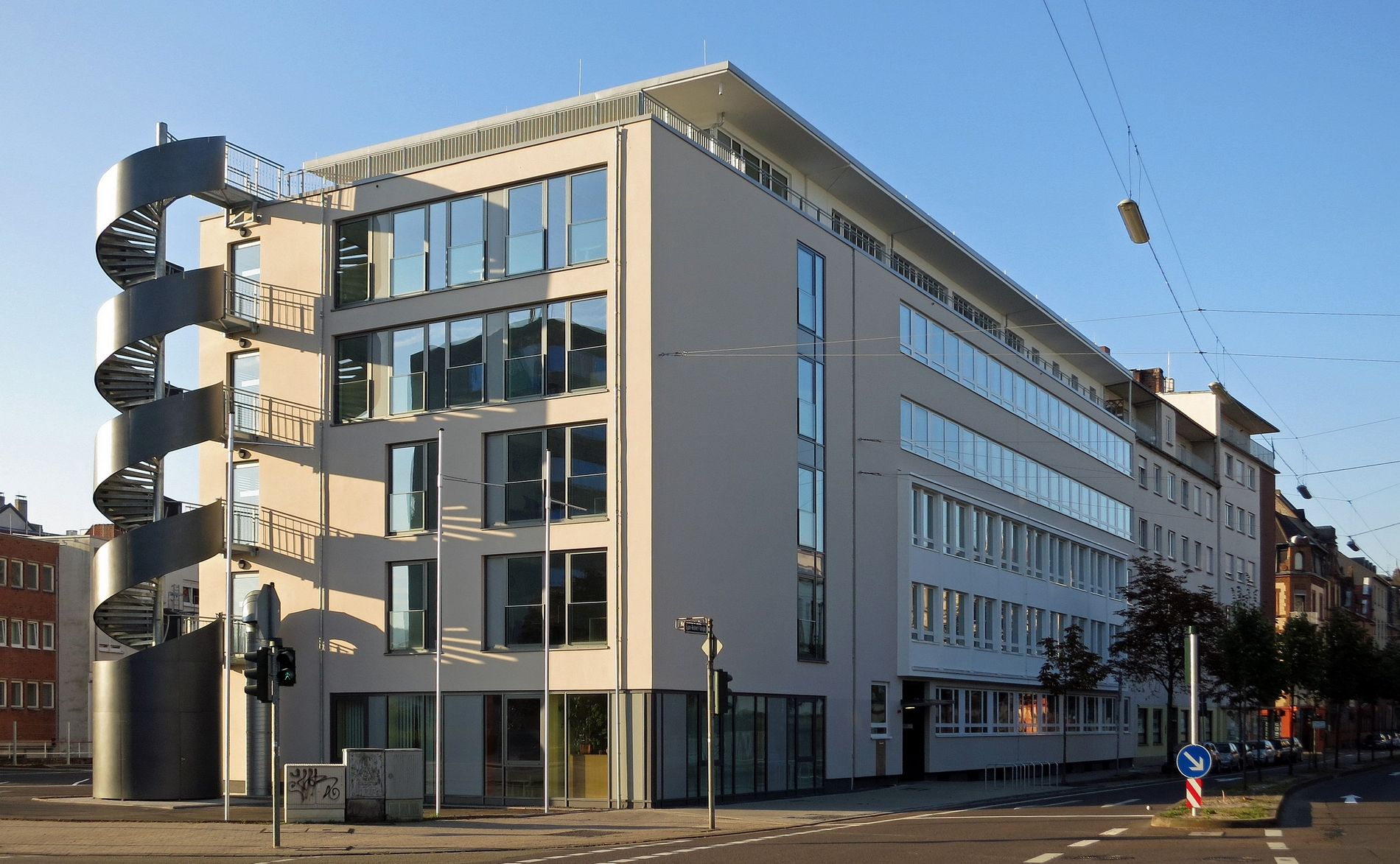
Das Gebäude des Landessozialgerichts in Saarbrücken

Das Landessozialgericht für das Saarland ist ein deutsches Gericht der am 1. Januar 1959 gegründeten Sozialgerichtsbarkeit des Saarlandes. Präsident des Landessozialgerichts ist Steffen Dick.

## Gerichtssitz und -bezirk
Das Gericht hat seinen Sitz in Saarbrücken.
Der Gerichtsbezirk erstreckt sich auf das gesamte Gebiet des Bundeslandes. Er umfasst damit eine Fläche von etwa 2571 km2 mit einer Einwohnerzahl von ca. 995.000 (Stand 30. September 2017).

## Gerichtsgebäude
Das Gericht ist zusammen mit dem Sozialgericht für das Saarland im Gebäude Egon-Reinert-Straße 4 - 6 untergebracht.

## Leitung
- Ab 16. April 1959: Josef Sander, * 25. Mai 1913
- Ab 1. Dezember 1988: Günther Hahn, * 9. Februar 1929
- Ab 1. März 1994: Gert Werner, * 25. Juli 1935
- 1. August 2000–31. Dezember 2011: Jürgen Bender
- Seit 2019 Steffen Dick

## Über- und nachgeordnete Gerichte
Dem Landessozialgericht ist das Bundessozialgericht übergeordnet. Nachgeordnet ist lediglich das Sozialgericht Saarbrücken, das ebenfalls für das gesamte Saarland zuständig ist.